# Bretonci

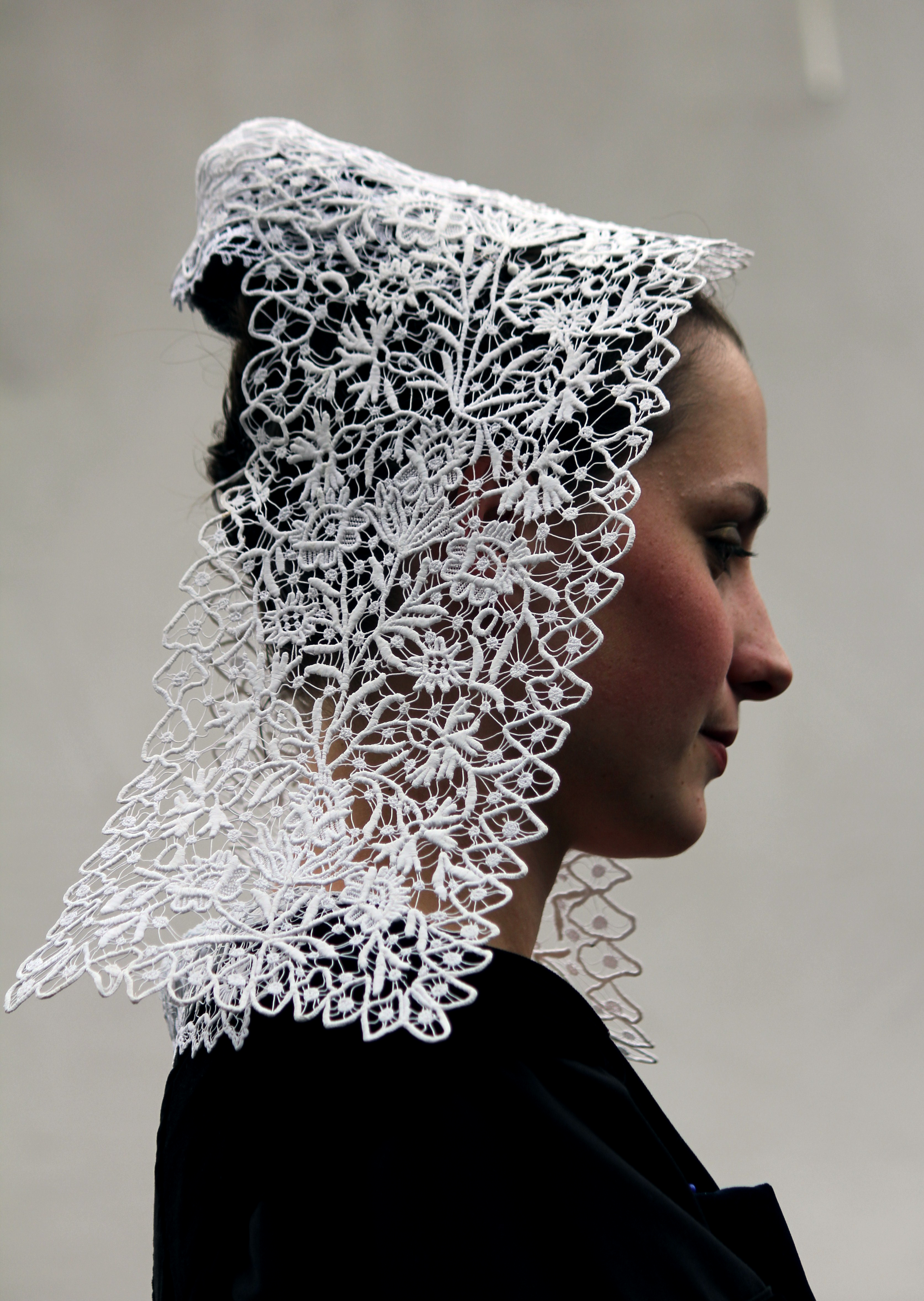
Mladá žena v bretonském kroji

Bretonci jsou obyvatelé západoevropského poloostrova Bretaň či starším názvem Armorika (keltsky Ar = při, Mor = moři), nacházející se na území dnešní Francie.
Původ Bretonců leží v dávné minulosti. První pojmenovatelní obyvatelé byly keltsky hovořící kmeny, stmelením těchto romanizovaných kmenů v raném středověku s keltsky hovořícími přistěhovalci z Británie došlo k vytvoření moderního národa Bretonců. Název národa pochází z názvu ostrova Velká Británie. Po přestěhování britské keltsky hovořící populace na Armoriku mezi 4 – 7. stoletím došlo k přenosu názvu Británie s sebou na poloostrov; dodnes jsou v jejich keltském jazyce nazýváni Bretoneg (Britonci), jejich země Breizh Vihan (Malá Británie). Dnes je jejich domovina o rozloze 34 000 km² politicky rozdělena na dva regiony, tj. Pays-de-la-Loire (20%) a Bretagne (80%).
Bretonci jsou z lingvistického hlediska zajímavý národ, jelikož hovoří třemi jazyky: ponejvíce francouzsky (na celém území, nejvíce na východě), poté bretonsky neboli jazykem brezhoneg (hlavně na západě a jihu poloostrova) a menšina na severovýchodě hovoří jazykem gallo, vzešlým z dialektu latiny. V jazyce gallo, dnes velmi málo používaném (cca 30 000 mluvčích), se Bretaň označuje jako Bertayèn. Bretonsky hovoří nejméně 210 000 obyvatel, vyšší odhady hovoří i o 300 000 mluvčích. Bretonština prožívá v současnosti návrat na scénu, stále více se používá a navrací se na celé území poloostrova, včetně již dlouho romanizovaných východních částí. Počet Bretonců se odhaduje na 4,5 milionu (tj. 8% obyvatelstva Francie), nepočítaje v tato čísla početnou diasporu v takřka všech bývalých i současných francouzských koloniích, včetně i tak exotických míst jako je souostroví Maskarény, např. ostrovy Réunion, Mauricius, Rodrigues, či kanadský Québec.